# Ли Чхун Хи
Ли Чхун Хи (кор. 리춘히?, 李春姬?, также известна как 이춘희 в Южной Корее, род. 8 июля 1943, Тхончхон, Генерал-губернаторство Корея, Японская империя) — северокорейская актриса и телеведущая, с 1974 года — диктор Корейского центрального телевидения. Народный работник вещания КНДР. Герой Труда КНДР.
Известна резким, до предела театральным, эмоциональным стилем чтения новостей.

## Ранняя жизнь и образование
Ли Чхун Хи родилась в 1943 году в бедной семье в Тхончхоне провинции Канвондо. Она получила возможность личностного роста благодаря социальному происхождению из низов, что считается преимуществом в условиях социалистического государства. Ли добилась успехов в исполнительном искусстве в Пхеньянском университете театра и кино (кор. 평양연극영화대학). Хотя она не занималась журналистикой, она была принята на работу в КЦТ.

## Карьера
Ли была главной ведущей новостей КЦТ с 1974 года, она выходила каждый день в эфир в период правления Ким Чен Ира. Она также сообщала важные новости КНДР, такие как об успешном ядерном испытании.
Ли Чхун Хи сделала официальные заявления о смерти Ким Ир Сена в 1994 году. С 19 октября 2011 года Ли Чхун Хи исчезла на 50 дней с КЦТВ и появилась только в выпуске новостей, в котором она официально объявила о смерти Ким Чен Ира. В то время, когда она отсутствовала на КЦТ, её заменяли 5 молодых дикторов попеременно. Её временное отсутствие на центральном телевидение породило массу слухов, вплоть до того, что она якобы разонравилась вождю.
По данным выпуска новостей канала CCTV News, вышедшего 24 января 2012 года, в интервью Ли Чхун Хи заявила, что уходит с поста главного диктора КЦТ на пенсию. Однако позднее, 6 января 2016 года, она вернулась на центральное телевидение, чтобы объявить о проведении испытаний водородной бомбы, а 7 февраля сообщила о запуске баллистической ракеты. С тех пор известная ведущая время от времени возвращается в кресло диктора ЦТ для объявления о событиях особой важности, таких как ядерные испытания в сентябре 2016, сентябре 2017 и испытания баллистической ракеты в ноябре 2017 года. Позднее, в апреле 2018 года она объявляла о заморозке испытаний ядерного оружия и межконтинентальных баллистических ракет, а в июне 2018 сообщила о встрече между Ким Чен Ыном и Сергеем Лавровым.
Ли редко принимает у себя зарубежных гостей, но 24 января 2012 года она на своём рабочем месте в КЦТ дала интервью центральному китайскому телеканалу CCTV News, которое проходило в достаточно неформальной атмосфере. В интервью, данном после выхода на пенсию китайскому ЦТ, она сообщила, что продолжит работу в структурах КЦТВ, обучая новое поколение телеведущих. Ли запомнилась уникальной для КНДР продолжительностью своей карьеры, а также тем, что она не подвергалась сокращениям и чисткам со стороны властей.

## Стиль
Ли получила высокое признание властей КНДР за её звучный голос, впечатляющее настроение и выдающееся красноречие, настолько мощное, что может «встряхнуть всех врагов». Она известна своим мелодраматическим стилем повествования. Её тон речи часто менялся: с дрожащим и умилённым она говорила о национальных лидерах КНДР, с жёстким и грозным — о Западе, Японии и Южной Корее, называя последних при этом «японскими оккупантами и сеульскими предателями». По словам Брайана Майерса, профессора университета Тонсо в Пусане и эксперта по северокорейской пропаганде, её обучение в театральном университете развило в ней большой талант, что типично для северокорейского вещания.
Когда Ли делала официальное заявление о смерти Ким Ир Сена в 1994 году, в этот момент она плакала. Аналогично и в случае Ким Чен Иром: во время объявления о его смерти по КЦТ, она еле сдерживала слёзы.
При этом Ли неоднократно становилась объектом пародий тайваньского телевидения, особенно, развлекательного телеканала CTI (кит. 全民最大黨), где её образ является одним из главных персонажей.
Ли обычно появляется одетой либо в розовое, либо в классический костюм или в традиционный корейский чхима чогори.
Яркий образ Ли, а точнее целенаправленное пародирование её, был использован телеведущей новостей тайваньского телеканала CTS во время выборов на Тайване, которая предстала перед телезрителями в традиционном корейском наряде и с корейским акцентом и надрывным голосом пыталась походить на Ли, когда она объявляла о смерти Ким Чен Ира. Это вызвало шквал критики, пародию назвали «неподобающей и бестактной». По сообщениям из Тайбэя, ведущая по имени Лян Фанъюй и редактор службы вечерних новостей были сняты с программы.

## Награды
Ли Чхун Хи имеет звание «Герой Труда» и «Народный работник вещания». Эти награды предусматривают много материальных преимуществ, таких как: современный дом, роскошный автомобиль, а также доступ к модным и развлекательным заведениям, бутикам, недоступным среднестатистическому гражданину КНДР.